# 粒子视界
粒子视界（英語：particle horizon）指粒子发出的光在宇宙寿命内能行进、被观察者观测到的最远距离。和其他视界的概念类似，粒子视界范围以内可被人类观测到，其外则不可被观测到，因此当前的粒子视界的大小即是可观测宇宙的大小。

## 计算
粒子视界的大小不能简单用宇宙的年龄，而是要用被称为共形时间（）乘以光速 {\displaystyle c} 来计算。其公式为
{\displaystyle \eta =\int _{0}^{t}{\frac {dt'}{a(t')}},}
其中{\displaystyle a(t)}为弗里德曼-勒梅特-罗伯逊-沃尔克度规的標度因子，{\displaystyle t=0} 为大爆炸发生的时间。传统上用下标的“0”表示当前时间，因此目前的共形时间为{\displaystyle \eta (t_{0})=\eta _{0}=1.48\times 10^{18}{\text{ s}}}，再乘以光速 {\displaystyle c} 即可求得当前（即{\displaystyle t=t_{0}}时）粒子视界的大小是：
{\displaystyle H_{p}(t_{0})=c\eta _{0}=14.4{\text{ Gpc}}=4.69\times 10^{10}{\text{光 年 }}}